# 大江高校前站
大江高校前站（日语：／ Ōe-kōkō-mae eki */?）是位於京都府福知山市大江町金屋，WILLER TRAINS（京都丹後鐵道）的宮福線車站。車站編號為F8。福知山市鐵道使用增進協議會定此站的愛稱為「元伊勢外宮站」，該愛稱取自車站鄰近的豐受大神社前稱。

## 歷史
- 1988年（昭和63年）7月16日 - 宮福鐵道（現時：北近畿丹後鐵道）宮福線開通，此站啟用[1]。
- 2015年（平成27年）4月1日 - 由WILLER TRAINS接管車站，成為京都丹後鐵道宮福線車站。

## 車站構造
本站是高架車站，設有1面1線單式月台，宮津方向的列車會開啟左邊車門。前往福知山方向和宮津方向的列車使用同一月台。由於車站沒有轉轍器和絶對信號機，因此被定義為停留所。宮津方向的列車離開車站後便進入隧道。此站是無人車站，沒有車站大樓和自動售票機。車站出入口設有樓梯連接月台。月台上設有候車室。

## 車站周邊
- 國道175號（日语：国道175号）
- 京都府立大江高等學校（日语：京都府立大江高等学校） - 東邊600米。從此站不能看見該高校。

## 使用狀況
以下為近年1日平均乘車人次列表：
| 乘車人次變化 | 乘車人次變化    |
| 年度         | 1日平均乘車人次 |
| ------------ | --------------- |
| 1999         | 301             |
| 2000         | 288             |
| 2001         | 255             |
| 2002         | 271             |
| 2003         | 295             |
| 2004         | 249             |
| 2005         | 241             |
| 2006         | 236             |
| 2007         | 191             |
| 2008         | 246             |
| 2009         | 248             |
| 2010         | 255             |
| 2011         | 226             |
| 2012         | 273             |
| 2013         | 217             |
| 2014         | 222             |
| 2015         | 202             |
| 2016         | 203             |
| 2017         | 219             |
| 2018         | 167             |

許多來自大江高校的學生使用此站。在宮福線所有車站中為第3多人次使用，僅次於起點和終點站。
在2007年3月時間表修正後，於早上上學時段，前往天橋立的快速列車停站。當初該班次使用JR的特急車輛，在2011年3月12日修正由自家公司的車輛行走，並轉為快速「大江山」班次。
在2010年3月13日起，晚間前往福知山的1班快速「大江山」班次停站。由此站至終點福知山站之間各站停車。

## 相鄰車站
WILLER TRAINS（京都丹後鐵道）
宮福線
- 快速「大江山」1號、4號停車站

大江（F7）－大江高校前（F8）－二俁（F9）

## 注腳
1. 1 2  曾根悟（監修）. 朝日新聞出版分冊百科編集部（編集） , 编. . 週刊朝日百科. 14号 神戸電鉄・能勢電鉄・北条鉄道・北近畿タンゴ鉄道. 朝日新聞出版. 2011-06-19: 28 （日语）.
2. ↑   (新闻稿). 福知山市. 2015-03-31  [2015-05-04]. （原始内容存档于2015-05-03） （日语）.
3. ↑  京都府統計書（〜2007年、2014年〜）
4. ↑  福知山市統計書（2008〜2013年）

## 外部連結
- 大江高校前站 （页面存档备份，存于）（日語） - 京都丹後鐵道